# Nesippus gracilis
Nesippus gracilis är en kräftdjursart. Nesippus gracilis ingår i släktet Nesippus och familjen Pandaridae. Inga underarter finns listade i Catalogue of Life.